# Швейцария на летних Олимпийских играх 1920
Швейцария принимала участие в Летних Олимпийских играх 1920 года в Антверпене (Бельгия) в шестой раз за свою историю, и завоевала две золотые, две серебряные и семь бронзовых медали.
| Медаль  | Спортсмен                                                                    | Вид спорта           | Дисциплина                                                     |
| ------- | ---------------------------------------------------------------------------- | -------------------- | -------------------------------------------------------------- |
| Золото  | Вилли Брюдерлин Макс Рудольф Пауль Рудольф Ганс Вальтер Пауль Штауб          | Академическая гребля | Мужчины, четвёрка распашная с рулевым                          |
| Золото  | Роберт Рот                                                                   | Борьба               | Мужчины, вольная борьба, свыше 82,5 кг                         |
| Серебро | Шарль Куран                                                                  | Борьба               | Мужчины, вольная борьба, до 82,5 кг                            |
| Серебро | Фридрих Хюненбергер                                                          | Тяжёлая атлетика     | Мужчины, до 82,5 кг                                            |
| Бронза  | Эдуар Кандево Альфред Фельбер Поль Пьяже                                     | Академическая гребля | Мужчины, двойка распашная с рулевым                            |
| Бронза  | Фриц Цулауф Йозеф Еле Густав Амудруц Ганс Эгли Доменико Джамбонини           | Стрельба             | Мужчины, армейский пистолет (команды), 30 м                    |
| Бронза  | Фриц Цулауф                                                                  | Стрельба             | Мужчины, армейский пистолет, 30 м                              |
| Бронза  | Фриц Кухен Густав Амудруц Вернер Шнебергер Ульрих Фарнер Бернхард Зигенталер | Стрельба             | Мужчины, армейская винтовка из трёх положений (команды), 300 м |
| Бронза  | Фриц Кухен                                                                   | Стрельба             | Мужчины, армейская винтовка лёжа, 300 м                        |
| Бронза  | Вернер Шнебергер Йозеф Еле Вайбель Фриц Кухен Ойген Аддор                    | Стрельба             | Мужчины, армейская винтовка лёжа (команды), 300 и 600 м        |
| Бронза  | Эжен Ритер                                                                   | Тяжёлая атлетика     | Мужчины, до 60 кг                                              |

## Результаты соревнований

### Академическая гребля
Соревнования по академической гребле проходили с 27 по 29 августа на канале Виллебрук. Соревнования проходили по олимпийской системе. Из каждого заезда в следующий раунд выходил только победитель. В зависимости от дисциплины в финале участвовали либо 2, либо 3 сильнейших экипажа по итогам предварительных раундов.
Мужчины
| Соревнование | Спортсмены | Первый раунд | Первый раунд | Первый раунд | Полуфинал            | Полуфинал            | Полуфинал            | Финал                | Финал                |
| Соревнование | Спортсмены | Заезд        | Время        | Место        | Заезд                | Время                | Место                | Время                | Место                |
| ------------ | ---------- | ------------ | ------------ | ------------ | -------------------- | -------------------- | -------------------- | -------------------- | -------------------- |
| одиночки     | Макс Шмид  | 1            | 7:49,0       | 2            | завершил выступление | завершил выступление | завершил выступление | завершил выступление | завершил выступление |